# Zadubrowce
Zadubrowce (ukr. Задубрівці) – wieś w rejonie śniatyńskim obwodu iwanofrankiwskiego.
W II Rzeczypospolitej miejscowość była siedzibą gminy wiejskiej Zadubrowce w powiecie śniatyńskim województwa stanisławowskiego.
Wieś liczy 1838 mieszkańców.